# 戈爾森 (密西西比州)
戈爾森（英語：Gholson）是位於美國密西西比州諾克蘇比縣的非建制地區。

## 歷史
戈爾森的郵局於1838年設立，其後於1976年停運。當地於1900年時有人口58人。

## 地理
戈爾森所處的海拔為高於海平面170米（即558英呎），而該地所採用的時區為UTC-6，即北美中部時區（CST）。同時該地設有夏令時間，為UTC-6調快一小時，即UTC-5（CDT）。